# Nottaway (rivier)
De Nottaway is een rivier in Canada met een lengte van 225 km, die ontspringt in het Matagamimeer en uitmondt in de Jamesbaai.
Het debiet bedraagt 1190 m³/s. Het stroomgebied heeft een oppervlakte van 65.800 km². Een zijrivier is de Kitchigama.